# Distrito de Litoměřice
El distrito de Litoměřice (del checo: Okres Litoměřice) es uno de los siete distritos que forman la región de Ústí nad Labem, República Checa. Se encuentra ubicado al noroeste del país, al noroeste de Praga, cerca de la frontera con Alemania. Su capital es la ciudad de Litoměřice.

## Localidades
- Bechlín
- Bohušovice nad Ohří
- Bříza
- Brňany
- Brozany nad Ohří
- Brzánky
- Budyně nad Ohří
- Býčkovice
- Černěves
- Černiv
- Černouček
- Chodouny
- Chodovlice
- Chotěšov
- Chotiměř
- Chotiněves
- Chudoslavice
- Čížkovice
- Ctiněves
- Děčany
- Dlažkovice
- Dobříň
- Doksany
- Dolánky nad Ohří
- Drahobuz
- Dušníky
- Evaň
- Hlinná
- Horní Beřkovice
- Horní Řepčice
- Hoštka
- Hrobce
- Jenčice
- Kamýk
- Keblice
- Klapý
- Kleneč
- Kostomlaty pod Řípem
- Krabčice
- Křešice
- Křesín
- Kyškovice
- Levín
- Lhotka nad Labem
- Liběšice
- Libkovice pod Řípem
- Libochovany
- Libochovice
- Libotenice
- Litoměřice
- Lkáň
- Lovečkovice
- Lovosice
- Lukavec
- Malé Žernoseky
- Malíč
- Martiněves
- Michalovice
- Miřejovice
- Mlékojedy
- Mnetěš
- Mšené-lázně
- Nové Dvory
- Oleško
- Píšťany
- Ploskovice
- Podsedice
- Polepy
- Prackovice nad Labem
- Přestavlky
- Račice
- Račiněves
- Radovesice
- Rochov
- Roudnice nad Labem
- Sedlec
- Siřejovice
- Slatina
- Snědovice
- Staňkovice
- Štětí
- Straškov-Vodochody
- Sulejovice
- Terezín
- Travčice
- Třebenice
- Třebívlice
- Třebušín
- Trnovany
- Úpohlavy
- Úštěk
- Vchynice
- Vědomice
- Velemín
- Velké Žernoseky
- Vlastislav
- Vražkov
- Vrbičany
- Vrbice
- Vrutice
- Žabovřesky nad Ohří
- Žalhostice
- Záluží
- Židovice
- Žitenice